# Ordem Misantrópica Luciferiana
Misanthropic Luciferian Order (ou Ordem Misantrópica Luciferiana -MLO) é uma ordem ocultista fundada na Suécia em 1995 e posteriormente renomeada para Temple of the Black Light (ou Templo da Luz Negra).
A MLO lançou o Liber Azerate , um grimório moderno escrito pela ordem do Magister Templi Frater Nemidial , em 2002.  
Foi lançado na internet em sueco e norueguês. Azerate é o nome oculto dos "onze deuses anti-cósmicos" descritos no livro. A obra musical relacionada é de 2006 o álbum Reinkaos de Dissection , as letras dos quais foram co-escrito por Frater Nemidial, e qual o álbum Jon Nödtveidt explica que foi "baseado no Liber Azerate e os ensinamentos da MLO". 
A MLO propagou a cosmologia do "Satanismo Caos-Gnóstico", "Satanismo Gnóstico" ou "Corrente 218"

## Crenças
A MLO consiste na crença unificada na "Caosofia". Eles acreditam que o Caos é um plano de possibilidades pandidimensional, em contraste com o cosmos que possui apenas três dimensões espaciais e uma dimensão de tempo linear. Eles também acreditam que, em comparação com o tempo linear do cosmos, o caos pode ser descrito como atemporal, na medida em que não é contido nem limitado pelo tempo unidimensional, e sem forma, por causa de seu número infinito de espaços em constante mudança. dimensões.
O Gnosticismo e o niilismo são ensinados dentro do grupo e dizem que o verdadeiro satanista não deve fazer parte da sociedade moderna, pois é baseado em mentiras. O próprio tecido dessa realidade é uma mentira que impede o caos de se realizar.
Estes são os três véus escuros antes de Satanás , em seu sistema de crenças vistos como as três Forças que foram expulsas de Ain Soph , a fim de abrir caminho para a manifestação da Luz Negra na Escuridão Exterior, que logo se tornou a Sitra Achra :
- 000 - Tohu - Caos: Qemetiel ("Coroa dos Deuses")
- 00 - Bohu - Vazio: Beliaal ("Sem Deus")
- 0 - Chasek - Escuridão: Aathiel ("Incerteza")

Esses três poderes podem ser vistos como o Tridente Ardente, bem acima de Thaumiel. Esses três poderes também podem ser vistos como reflexões coléricas de Ain, Ain Soph e Ain Soph Aur.

## Atividades criminosas
No verão de 1997, Josef Ben Meddour foi assassinado pelos membros Jon Nödtveidt e seu cúmplice Vlad. Este ato foi descrito pela polícia como um crime de ódio homofóbico. Quando Nödveidt e Vlad foram presos pelo crime, respectivamente, nos dias 15 e 18 de dezembro de 1997, a polícia descobriu altares satânicos nas casas dos dois suspeitos. Um crânio humano também foi encontrado na casa de Vlad, pelo qual ele foi acusado de posse de restos humanos. Segundo a polícia, o culto nunca teve mais do que um punhado de seguidores.
Durante as investigações, a polícia interrogou ex-membros da MLO, que descreveram a organização e narraram as cerimônias ocultistas que haviam participado. Os rituais incluíam meditação, invocações de demônios e sacrifícios de animais - gatos, que eram comprados através de anúncios classificados. Durante as semanas que antecederam o assassinato de Josef ben Meddour, Vlad tinha sido cada vez mais extremista em seu discurso, e a idéia de realizar sacrifícios humanos, seguida por um suicídio em massa, foi discutida em detalhes. Durante uma reunião na casa de Nödtveidt, foi feita uma lista de possíveis vítimas. Incluía um ex-seguidor que havia desertado, membros da banda de Dissection e até a namorada de Nödtveidt.
Esses planos levaram à deserção de alguns membros da MLO, que não queriam participar de nenhum assassinato, ou que temiam por suas próprias vidas. Como resultado, quando as prisões foram feitas, o número de membros ativos caiu para três: Nödtveidt, Vlad e sua namorada.
Em 2006, Nödtveidt cometeu suicídio em um ritual.